# Bruijns spechtpapegaai
Bruijns spechtpapegaai (Micropsitta bruijnii) is een soort uit het geslacht van de spechtpapegaaien (Micropsitta) en de familie van de Psittaculidae (papegaaien van de Oude Wereld). Het is een endemische vogelsoort van de bossen in de bergen van Nieuw-Guinea, Salomonseilanden en een paar eilanden van de Molukken. De vogel is vernoemd naar de Nederlandse natuuronderzoeker Antonie Augustus Bruijn.

## Kenmerken
De Bruijns spechtpapegaai is 9 cm lang. Het mannetje is onmiskenbaar door zijn rode borst en buik, blauwe halsband en achterhals en het gezicht is helder, licht okergeel. Onvolwassen vogels en vrouwtjes missen het rood en zijn bleekgeel tot groen op de borst en buik.

## Beschrijving en leefgebied
De Bruijns spechtpapegaai komt voor in bossen en aan bosranden in de bergen van Nieuw-Guinea op een hoogte van 1600 tot 2300 m boven de zeespiegel, soms lager, maar zelden onder de 500 m. Het is de enige spechtpapegaai die voorkomt in bergbossen boven de 1000 m.
De soort telt vijf ondersoorten:
- M. b. buruensis: Buru in de zuidelijke Molukken.
- M. b. pileata: Seram in de zuidelijke Molukken.
- M. b. bruijnii: Nieuw-Guinea.
- M. b. necopinata: Nieuw-Brittannië, Nieuw-Ierland in de Bismarck-archipel.
- M. b. rosea: Bougainville, Guadalcanal en Kolombangara in de Salomonseilanden.

## Status
De totale populatie is niet gekwantificeerd maar door de grootte van het verspreidingsgebied wordt de vogel als niet bedreigd beschouwd.